# Chlamydia
Genre
Synonymes
- Chlamydophila Everett et al. 1999

Les chlamydies (Chlamydia) forment un genre de bactéries de la famille des Chlamydiaceae. Tout comme les rickettsies, les chlamydies sont des bactéries parasites intracellulaires obligatoires et de petite taille (300-500 nm). Elles sont responsables de diverses maladies chez les animaux dont les humains.

## Mode de vie
Les chlamydies sont incapables de synthétiser leur propre ATP et utilisent celui de la cellule eucaryote qu'elles parasitent. Elles sont également dotées de petits génomes (900 gènes codant 500 protéines).
Leur cycle de développement est particulier (Figure 1). Deux formes se succèdent :
- Corps élémentaire : sphérique ou ovale de petite taille. Le nucléoïde est très dense et se trouve à la périphérie du cytoplasme. Ils sont dotés d'une paroi très épaisse (proche de celle des bactéries à Gram négatif). Leur métabolisme est inactif. C'est la forme infectieuse ;
- Corps réticulé : de grande taille et dépourvu de paroi rigide. Le nucléoïde est relâché dans le cytoplasme et le métabolisme est actif. C'est la forme réplicative.

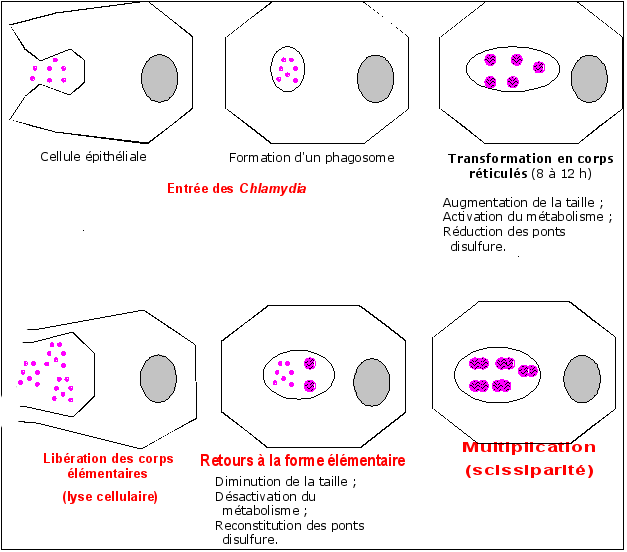
Figure 1 : Cycle de développement des chlamydies.

## Pouvoir pathogène
Diverses formes de Chlamydia trachomatis provoquent le trachome, une infection de la membrane muqueuse des paupières, et le lymphogranulome vénérien, une infection. La même espèce provoque une autre infection sexuellement transmissible, la chlamydiose. 
Chez la femme, la chlamydiose est une cause fréquente de maladie inflammatoire pelvienne, pouvant entraîner une stérilité et augmenter le risque de grossesse extra-utérine. Les hommes sont des porteurs, mais une miction douloureuse peut conduire ceux-ci à se faire traiter avant l'apparition d'une infection des testicules et la stérilité masculine. 
L'infection par des chlamydies chez la femme augmente le risque de fausse couche.
La psittacose (ou ornithose) est provoquée par l'espèce Chlamydia psittaci. Elle est transmise de l'oiseau (en particulier les psittaciformes, perroquet, etc.) à l'Homme. Chez les oiseaux, la maladie se limite à une infection intestinale, alors que chez les humains elle prend la forme d'une pneumonie.
En 2014, des chercheurs de l'institut Max-Planck de biologie infectieuse ont établi une relation entre les infections à Chlamydia et les cancers abdominaux : Chlamydia est capable de décomposer la protéine p53, gardienne de l'intégrité du génome humain, et empêche de ce fait la mort programmée d'une cellule dont le génome est différent de celui de l'organisme porteur ; les cellules « mutantes » peuvent alors survivre, permettant le développement de cancers,.
Les chlamydies sont sensibles aux antibiotiques à large spectre (tétracycline, chloramphénicol) et aux sulfamidés.

## Liste d'espèces
Selon la LPSN (30 novembre 2022) :
- Chlamydia abortus (Everett et al. 1999) Sachse et al. 2015
- Chlamydia avium Sachse et al. 2015
- Chlamydia felis (Everett et al. 1999) Sachse et al. 2015
- Chlamydia gallinacea Sachse et al. 2015
- Chlamydia muridarum Everett et al. 1999
- Chlamydia pecorum Fukushi & Hirai 1992
- Chlamydia pneumoniae Grayston et al. 1989
- Chlamydia poikilotherma Staub et al. 2022
- Chlamydia psittaci (Lillie 1930) Page 1968
- Chlamydia suis Everett et al. 1999
- Chlamydia trachomatis (Busacca 1935) Rake 1957 – espèce type